# Blaubeuren (Meteorit)
Koordinaten: 48° 24′ 6,4″ N, 9° 46′ 1,4″ O
Blaubeuren ist der größte in Deutschland gefundene Steinmeteorit, und der erste nachgewiesene Meteorit in Baden-Württemberg, seitdem Meteoritenfunde und -fälle systematisch aufgezeichnet werden. Es handelt sich um einen 30,26 kg schweren Chondrit des Typs H4-5 und vom selben Ort ein 0,41 kg schweres Bruchstück. Der Meteorit wurde bereits 1989 bei Arbeiten in einem Garten in Blaubeuren gefunden, doch erst 2020 als Meteorit erkannt. Verschiedene Untersuchungen des Objektes (unter anderem durch das Deutsche Zentrum für Luft- und Raumfahrt) ergaben, dass sich die darin enthaltenen Einschlüsse bereits vor 4,56 Milliarden Jahren, also bei der Entstehung des Sonnensystems, gebildet haben müssen. Der Meteorit ist der größte Chondrit, der in Deutschland gefunden wurde. In seiner Klassifikation H4-5 ist er der schwerste weltweit.

## Entdeckung und Untersuchung
1989 hob der Finder Hansjörg Bayer einen Graben zur Verlegung eines Leerrohres aus. In ca. 60 Zentimeter Tiefe stieß er auf einen harten Stein. Da dieser unnatürlich schwer und magnetisch war, wurde er zur Seite gelegt. In den folgenden 26 Jahren lag der Stein als Gestaltungselement im Garten. 2015 wollte Bayer kurzerhand den Stein in einem Bauschuttcontainer entsorgen, holte ihn aber schließlich in sein Haus. Fünf Jahre später (2020) kontaktierte der Finder dann das Deutsche Zentrum für Luft- und Raumfahrt, welches ihn an den Meteoritenexperten Dieter Heinlein des DLR vermittelte. Dieser stellte fest, dass es sich um einen Meteoriten handelt.
An der Universität Arizona in Tucson, USA und am Helmholtz-Zentrum Dresden-Rossendorf wurde durch die Analyse vorhandener langlebiger Radionuklide das terrestrische Alter ermittelt. Demnach schlug Blaubeuren vor etwa 9.200 Jahren während der Mittelsteinzeit auf der Schwäbischen Alb ein.
Vor dem Eindringen in die Erdatmosphäre mit einer Anfluggeschwindigkeit von etwa 20 km/s dürfte er als Meteoroid ungefähr eine Tonne gewogen haben.

## Verbleib
Die internationale Fachmesse The Munich Show-Mineralientage München, präsentierte den Meteorit in einer Sonderausstellung, außerdem wurde er im Urgeschichtlichen Museum (URMU) in Blaubeuren und im Foyer der Volkssternwarte Laupheim e.V. (Sternwarte und Planetarium) ausgestellt.
Die Stadt Blaubeuren hat den Meteoritenfund im August 2021 mit der Aufstellung von zwei Schautafeln nahe der Fundstelle gewürdigt.

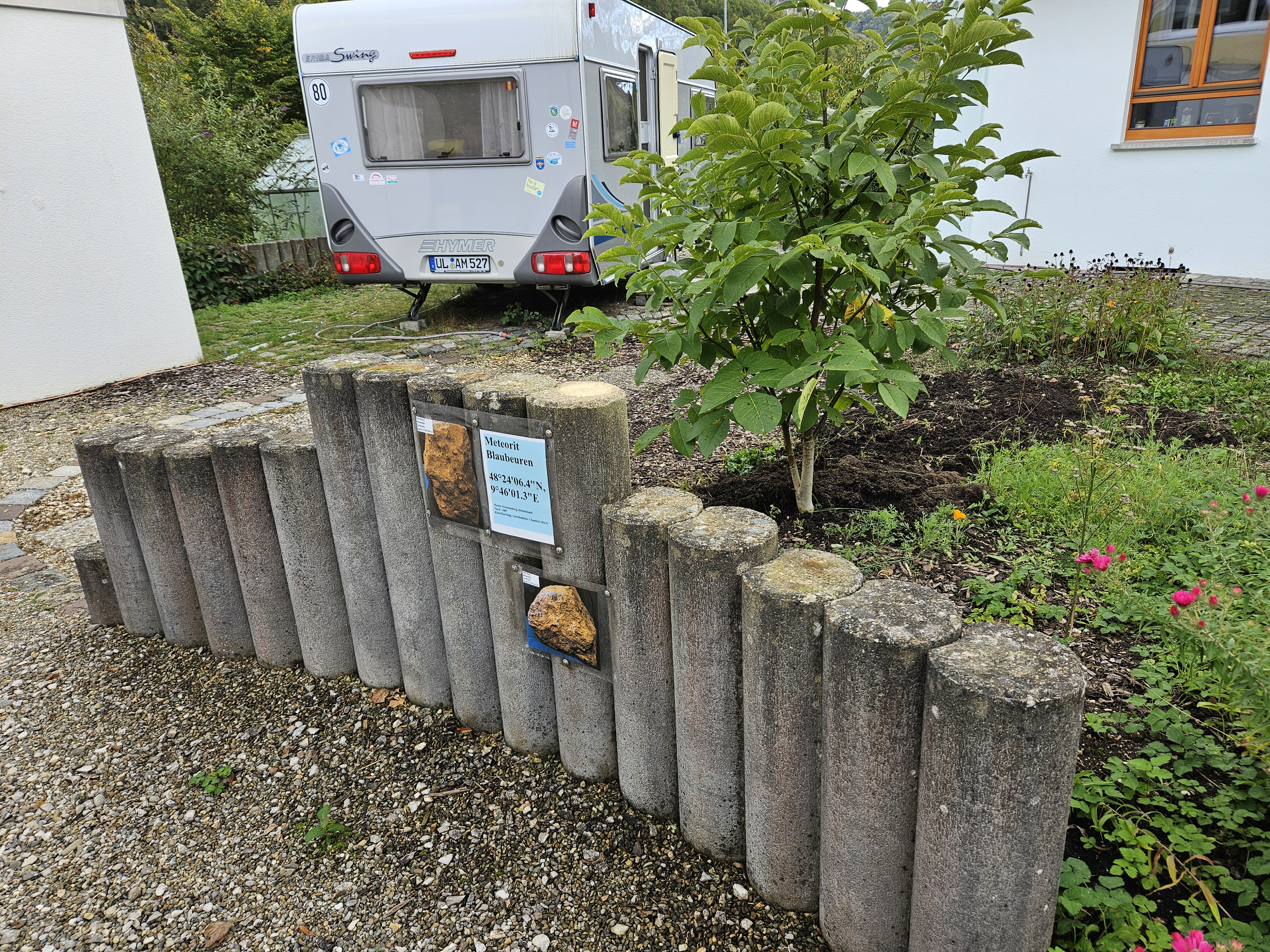
Genauer Fundort des Meteoriten
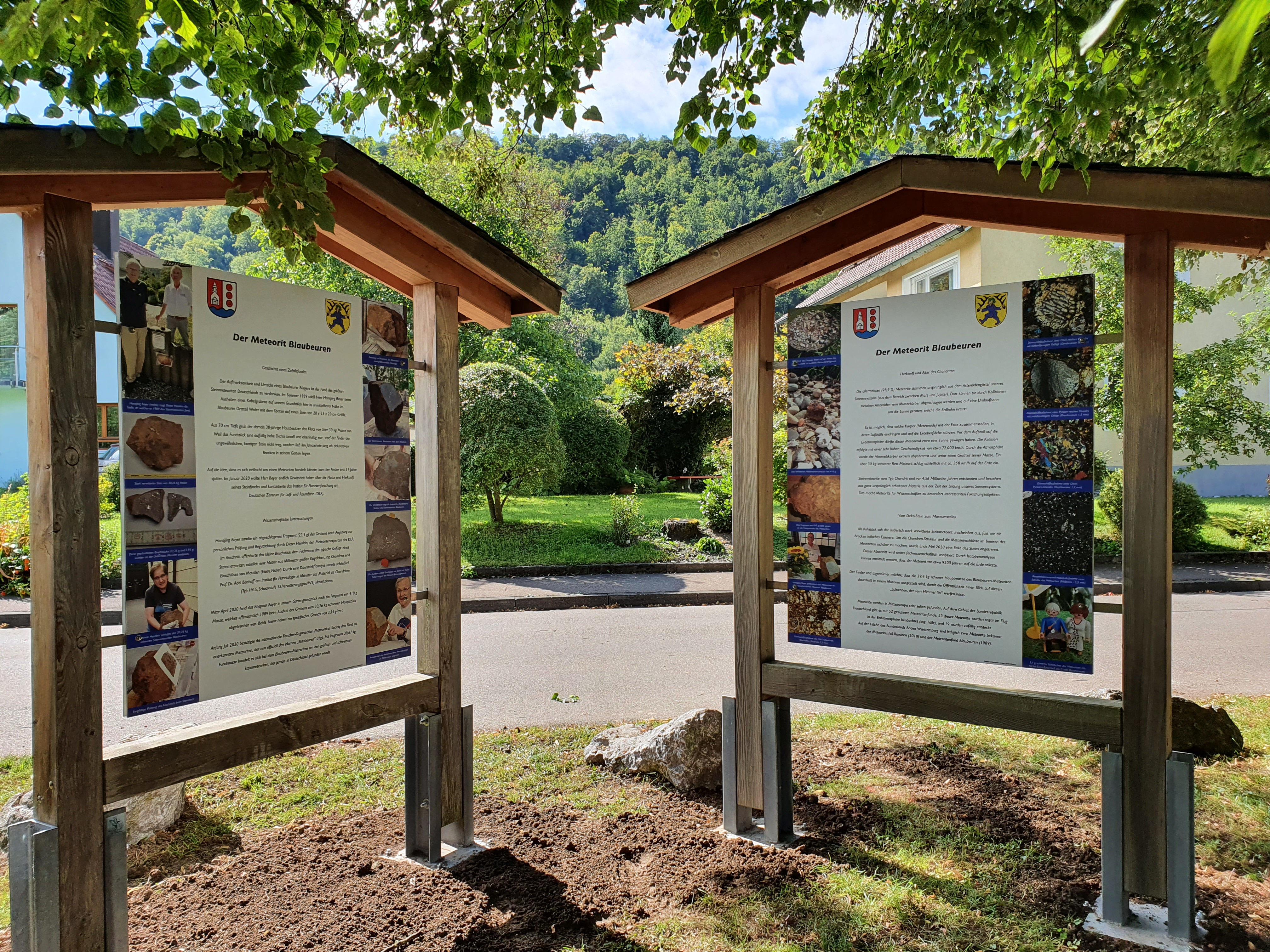
Schautafeln „Meteorit Blaubeuren“ im Ortsteil Blaubeuren-Weiler
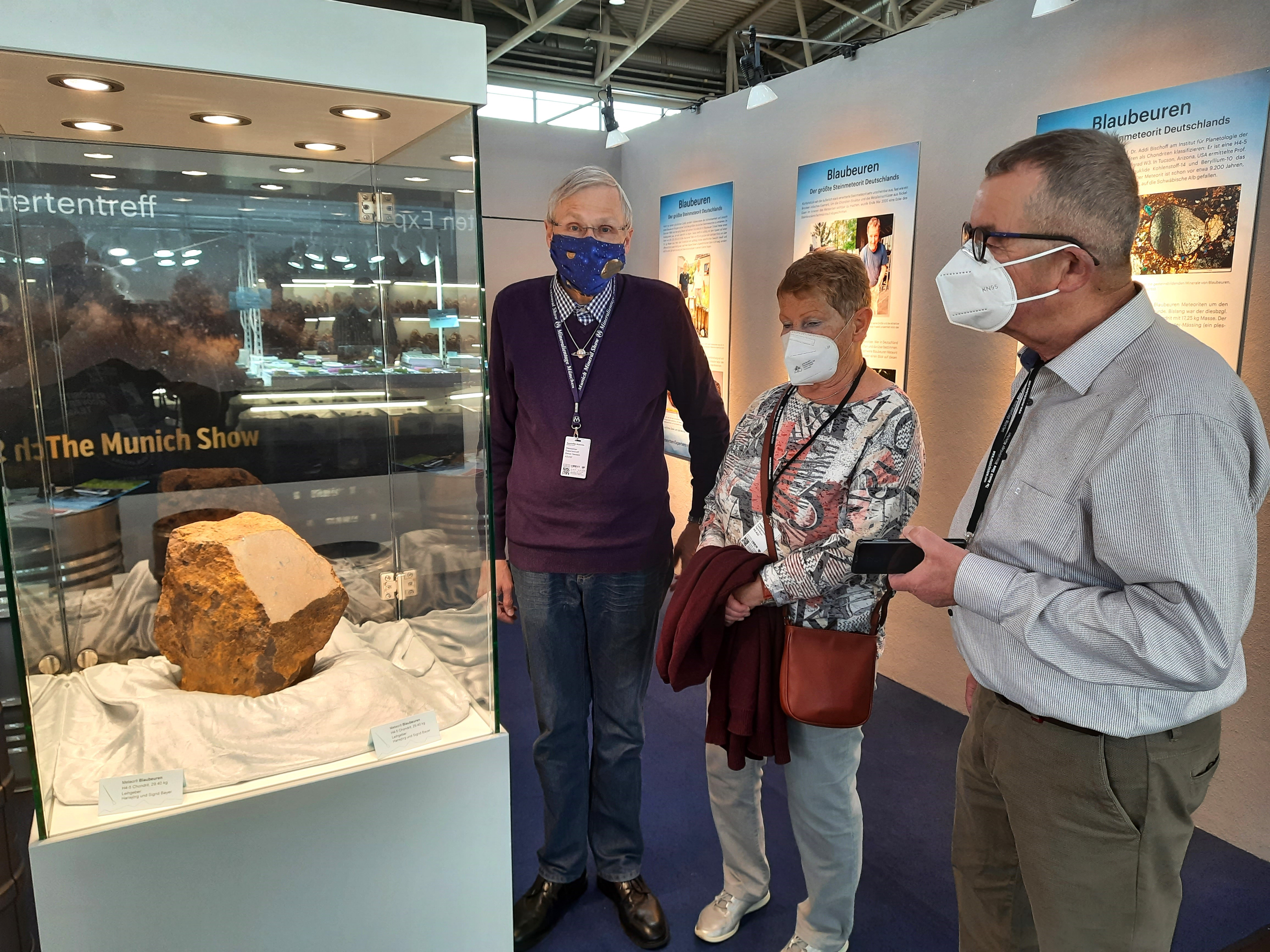
„The Munich Show-Mineralientage München“ 2021 (rechts der Finder von Blaubeuren)
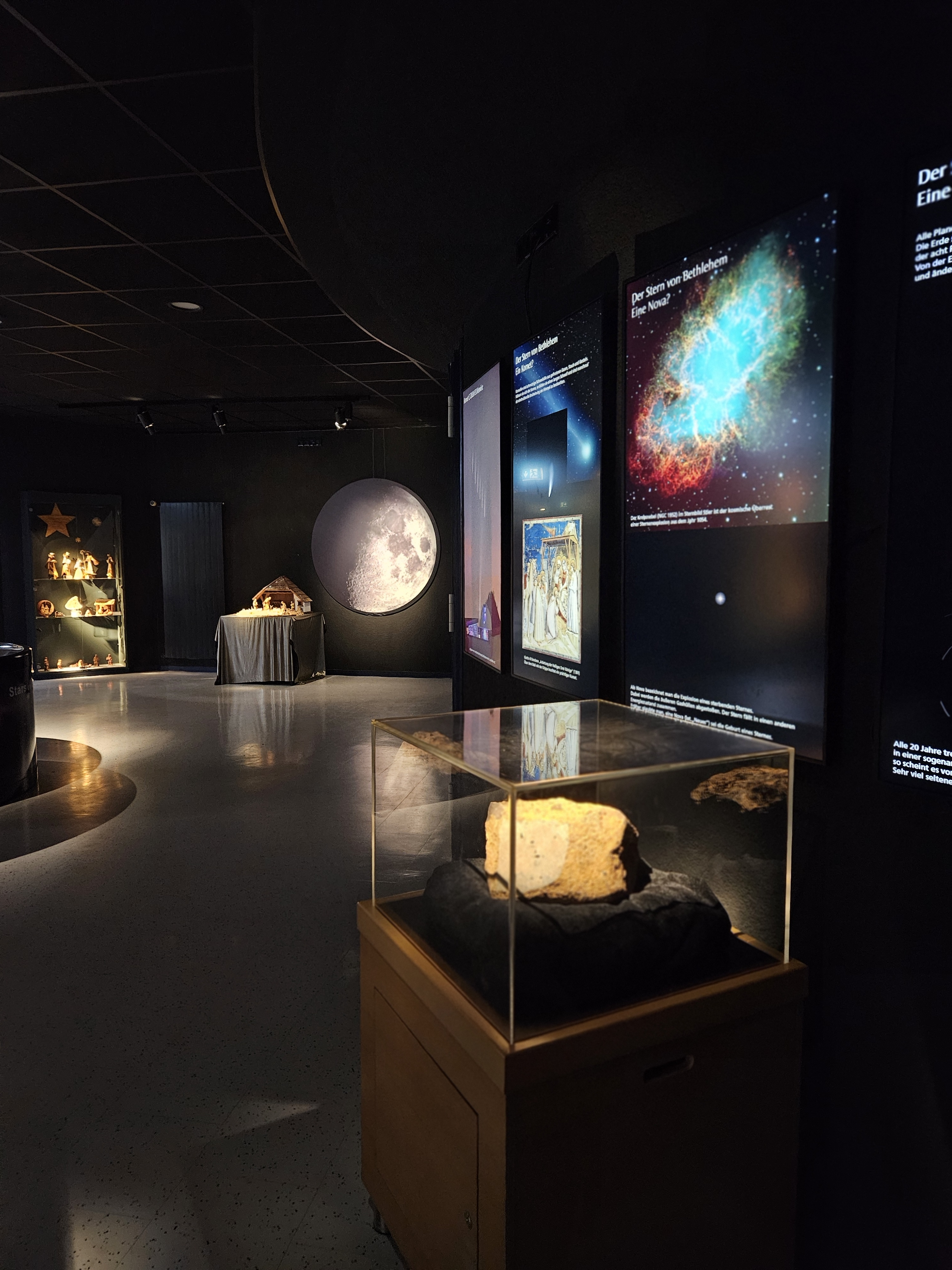
Ausstellung des Meteoriten im Foyer des Planetariums Laupheim
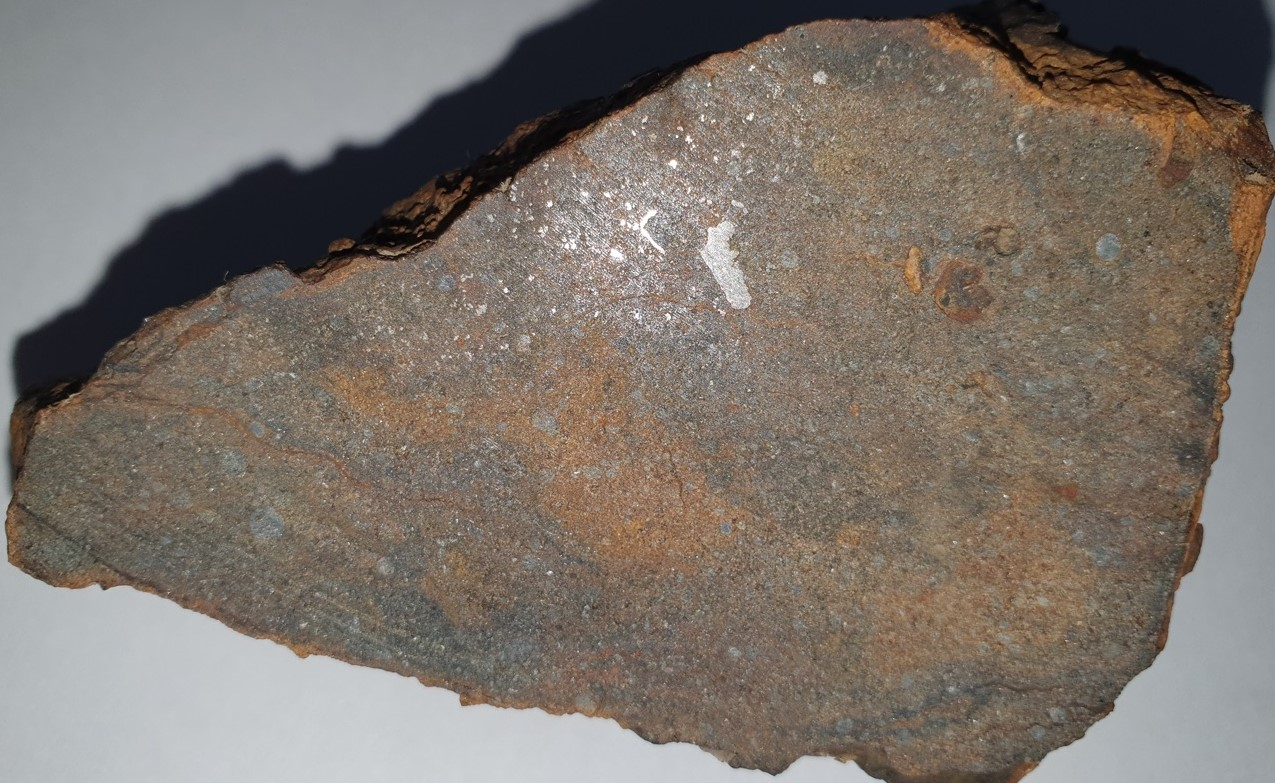
Das 236,8 g schwere Meteoritenstück stammt vom 410 g schweren Nachfund-Steinmeteorit Blaubeuren